# Xu Chen
Ma Jin (chiń. 徐晨; pinyin Xú Chén; ur. 29 listopada 1984 w Changzhou) – chiński badmintonista, dwukrotny medalista Mistrzostw Świata. Srebrny medalista w grze mieszanej na igrzyskach w Londynie.